# Doctor J. Eulogio Estigarribia
Doctor J. Eulogio Estigarribia, il cui nome è spesso abbreviato in Juan Eulogio Estigarribia è una città del Paraguay, situata nel dipartimento di Caaguazú, a 219 km dalla capitale del paese, Asunción.

## Popolazione
Al censimento del 2002 la città contava una popolazione urbana di 9.921 abitanti (24.634 nell'intero distretto).

## Caratteristiche
Situata vicina alla zona delle sorgenti dei fiumi Acaray e Yguazú, la città è stata elevata alla categoria di distretto solo il 13 novembre del 1981. È anche conosciuta come la “capitale industriale” del dipartimento: nel suo territorio funzionano fabbriche di laterizi, segherie, mulini e silos per l'immagazzinaggio di soia e grano. Particolare rilevanza rivestono le industrie di trasformazione del latte, per lo più di proprietà di coloni mennoniti; alcune di esse esportano in tutti i paesi del Mercosur.
La città è ancora conosciuta nel paese con il suo vecchio nome di Campo 9.